# نويل بيك
نويل بيك (بالإنجليزية: Noelle Beck)‏ هي ممثلة أمريكية، ولدت في 14 ديسمبر 1968 ببالتيمور في الولايات المتحدة.

## أعمال

### مسلسلات
- الإبتدائية[5][6][7]
- بيرسون أوف إنترست

## وصلات خارجية
- نويل بيك على موقع IMDb (الإنجليزية)
- نويل بيك على موقع ألو سيني (الفرنسية)
- نويل بيك على موقع أول موفي (الإنجليزية)
- نويل بيك على موقع قاعدة بيانات الأفلام السويدية (السويدية)
- نويل بيك على موقع قاعدة بيانات الفيلم (الإنجليزية)
- نويل بيك على موقع كينوبويسك (الروسية)